# Martina Suchá
Martina Suchá (* 20. November 1980 in Nové Zámky, Tschechoslowakei) ist eine ehemalige slowakische Tennisspielerin.

## Karriere
Martina Suchá begann im Alter von acht Jahren mit dem Tennissport.
In ihrer Profikarriere gewann sie zwei WTA-Turniere im Einzel, zudem fünf Einzel- und zwei Doppeltitel bei ITF-Turnieren.
Einmal stand sie im Achtelfinale eines Grand-Slam-Turniers, 2002 bei den Australian Open. Wenige Wochen später erreichte sie mit Position 37 ihre beste Platzierung in der Weltrangliste.
Zwischen 2002 und 2005 bestritt sie für die slowakische Fed-Cup-Mannschaft fünf Einzelpartien, von denen sie drei gewinnen konnte.

## Turniersiege

### Einzel
| Nr. | Datum            | Turnier | Kategorie    | Belag             | Finalgegnerin           | Ergebnis      |
| --- | ---------------- | ------- | ------------ | ----------------- | ----------------------- | ------------- |
| 1.  | 12. Januar 2002  | Hobart  | WTA Tier V   | Hartplatz         | Anabel Medina Garrigues | 7:67, 6:1     |
| 2.  | 7. November 2004 | Québec  | WTA Tier III | Hartplatz (Halle) | Abigail Spears          | 7:5, 3:6, 6:2 |